# Addictions (chanson)
Pour les articles homonymes, voir Addictions.
Singles de Superbus
Ça Mousse Lova Lova
Pistes de Lova Lova
Nelly I wanna be U
Addictions est le premier extrait de l'album Lova Lova du groupe français Superbus. Il est diffusé en radio à partir du 24 novembre 2008 et est disponible en téléchargement légal le 10 décembre de la même année.
Le clip vidéo est réalisé par Martin Fougerolles, déjà auteur de clips pour U2, Noir Désir, les White Stripes ou Cali, et est diffusé pour la première fois le 10 janvier 2009.
Le single est sorti dans le commerce le 2 mars 2009 avec le clip en guise de face B.